# Port Nelson
Port Nelson – miejscowość na Bahamach, na wyspie Rum Cay. Według danych szacunkowych na rok 2013 liczy 100 mieszkańców. Ośrodek turystyczny. Dwudziesta czwarta co do wielkości miejscowość kraju.